# Власов, Василий Васильевич
Василий Васильевич Власов (22 мая 1912, Александровка — 23 ноября 1986) — сапёр; командир сапёрного отделения 1050-го стрелкового полка 301-й стрелковой Сталинской ордена Суворова 2-й степени дивизии 9-го Краснознамённого стрелкового корпуса, старший сержант.

## Биография
Родился 9 мая 1912 года в селе Александровка (ныне — в составе Весёловского района Запорожской области, Украина). Окончил начальную школу. Работал трактористом.
В Красной Армии с 1940 года. На фронте в Великую Отечественную войну с октября 1943 года.
Сапёр 1050-го стрелкового полка красноармеец Василий Власов в ночь на 13 апреля 1944 года в районе молдавского села Бычок после переправы через реку Днестр уничтожил пулемётный расчёт, подорвал дзот и бронетранспортер противника.
Приказом по 301-й стрелковой дивизии от 30 апреля 1944 года за мужество и отвагу проявленные в боях красноармеец Власов Василий Васильевич награждён орденом Славы 3-й степени.
Сапёр 1050-го стрелкового полка красноармеец Василий Власов в районе польского города Болла-Гура 15 января 1945 года умело проделал проход в минном поле врага.
Приказом по 5-й ударной армии от 31 марта 1945 года за мужество и отвагу проявленные в боях красноармеец Власов Василий Васильевич награждён орденом Славы 2-й степени.
Командуя сапёрным отделением 1050-го стрелкового полка, старший сержант Василий Власов на кюстринском плацдарме в районе германских населённых пунктов Гольцов, Ной-Тухебанд 14 апреля 1945 года проделал проход в минном поле противника, а 24 апреля 1945 года особо отличился при обеспечении переправы через реку Шпре.
Указом Президиума Верховного Совета СССР от 15 мая 1946 года за образцовое выполнение заданий командования в боях с немецко-вражескими захватчиками старший сержант Власов Василий Васильевич награждён орденом Славы 1-й степени, став полным кавалером ордена Славы.
В 1945 году старшина Власов В. В. демобилизован. Работал кузнецом на заводе в селе Тургенево Белогорского района Автономной Республики Крым. Скончался 23 ноября 1986 года. Похоронен в Симферополе.
Награждён орденами Отечественной войны 1-й степени, Славы 1-й, 2-й, 3-й степени, медалями.